# الوار پلاستیکی

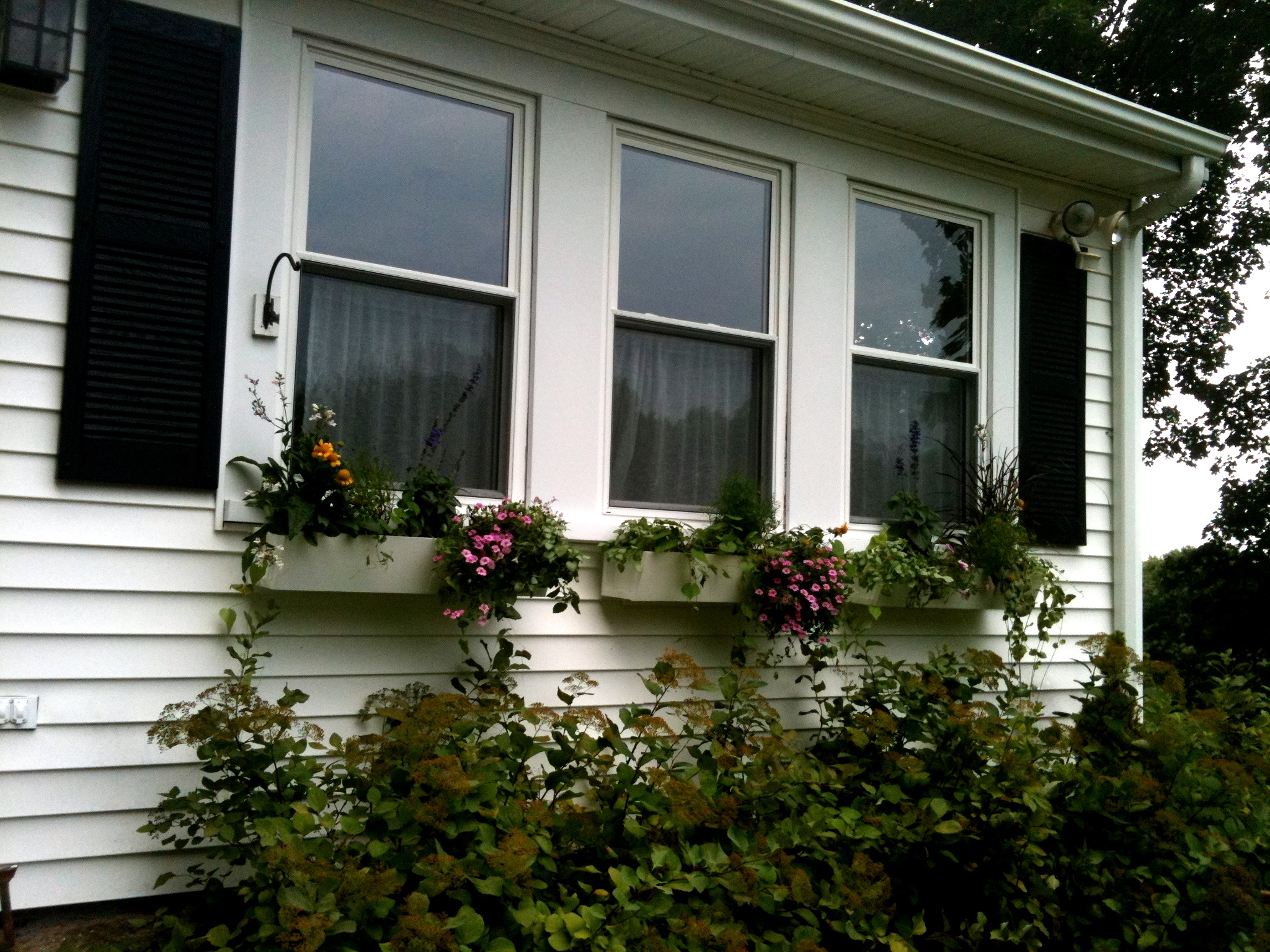
جعبه های پنجره پی وی سی پوسیده نمی شوند

الوار پلاستیکی شکل پلاستیکی از الوار ساخته شده از پلاستیک بکر یا بازیافتی  (به ترتیب PL یا RPL) است. بیشتر از پلاستیک و کلاسورهایی مانند میلگرد یا فایبرگلاس تولید شده است. نباید چوب کامپوزیت با چوب پلاستیک اشتباه گرفته شود. در اکثر موارد در تزئینات فضای باز یه کار برده می شود، همچنین برای قالب گیری و تزئین مبلمان و مبلمان باغ مانند نیمکت های پارک استفاده می شود. از آنجایی که الوارهای پلاستیکی جایگزین الوارهای چوبی می‌شوند (که توسط جنگل‌داری برداشت می‌شوند)، این یک کربن منفی و یک فناوری جذب و استفاده از کربن است.
الوارهای پلاستیکی که در موقع نصب در مقابل شکافتن و ترک مقاوم هستند، می توانند با یا بدون جزئیات دانه های چوب شبیه سازی شده قالب گیری شوند. حتی با طراحی دانه‌های چوب، الوار پلاستیکی هنوز به آسانی از الوار طبیعی قابل تمایز هستند: دانه‌ها همرنگ بقیه مواد هستند.
سازندگان ادعا می کنند که الوار پلاستیکی با محیط زیست سازگاز تر هستند و نسبت به کامپوزیت های چوب/پلاستیک یا چوب های مقاوم در برابر پوسیدگی نیاز به نگهداری کمتری دارند. برخلاف الوارهای کامپوزیت چوب پلاستیک، الوار پلاستیکی بعد از استفاده اولیه 100% قابل بازیافت هستند. الوار کامپوزیت فایبرگلاس پلی وینیل کلرید تجاری موجود که برای عرشه فروخته می شود، می توانند استانداردهای دقیق کد آتش نشانی را برآورده کنند.

## تولید
الوار پلاستیکی از پلاستیک های بکر یا ضایعاتی از جمله HDPE, PVC, PP, ABS, PS و PLA تشکیل شده است . پودر یا گلوله ها در غلظتی مانند به خمیر در حدود ۴۰۰ درجه فارنهایت (۲۰۴ درجه سلسیوس) باهم مخلوط می شوند و بعد به شکل دلخواه اکسترود یا قالب گیری می شود. افزودنی‌هایی مانند رنگ‌ها ، عوامل جفت‌کننده ، تثبیت‌کننده‌ها ، عوامل دمنده، عوامل تقویت‌کننده، عوامل کف‌کننده و روان‌کننده‌ها به تطبیق محصول نهایی با کاربرد هدف کمک می‌کنند. این ماده به هر دو پروفیل جامد و توخالی یا به قطعات و محصولات قالب‌گیری تزریقی تبدیل می‌شود.
رزین، regrind و بیشتر مواد افزودنی در یک اکسترودر گلوله‌سازی ترکیب و پردازش می‌شوند. گلوله های مواد جدید در قالب شکل می گیرند و سرد می شوند. آزمایش قبل از توزیع می تواند به تعیین ترکیب بهینه عوامل شیمیایی، طراحی، هم زدن و سایر راهبردهای کمک جریان برای ماده خاص مورد استفاده کمک کند. امکانات آزمایش مدرن برای ارزیابی مواد و تعیین ترکیب بهینه اجزای تجهیزات برای اطمینان از بالاترین سطح دقت و قابلیت اطمینان در دسترس است. گزارش های تست عملکرد کامپیوتری عملکرد تجهیزات را مستند می کند.

## ویژگی ها
الوار پلاستیکی را می توان برای برآورده کردن حدودا هر شرایط فضایی مطلوب قالب گیری کرد، که یک مزیت بزرگ نسبت به چوب است. همچنین می توان آن را خم و ثابت کرد تا منحنی های قوسی قوی ایجاد کند. الوار پلاستیکی مانند چوب عمل می کند - می توان آن را با استفاده از ابزارهای معمولی نجاری شکل داد، سوراخ کرد و برش داد. در عین حال، ضد آب است و در برابر انواع پوسیدگی و کپک مقاوم است، اگرچه به اندازه چوب سفت نیست و ممکن است در هوای بسیار گرم کمی تغییر شکل دهد. الوارهای پلاستیکی به لکه شدن از عوامل مختلف حساس نیستند. نکته مهم فروش این ماده این است که نیازی به رنگ آمیزی ندارد و به طور کلی تعمیر و نگهداری پایینی دارد. این در رنگ های مختلف تولید می شود و به طور گسترده در رنگ های خاکستری و خاکی موجود است.
در حالی که خواص فشاری چوب پلاستیکی برابر یا بیشتر از چوب است، مدول الاستیسیته بسیار پایین است. علاوه بر این، چوب پلاستیکی به مراتب بیشتر از چوب در خطر خزش است.  استفاده در سازه های باربر به توجهات متفاوتی از چوب نیاز دارد.
برخی از الوارهای پلاستیکی، مانند الوارهای کامپوزیت فایبرگلاس کفپوش پلاستیکی پلی وینیل کلرید موجود در بازار، در عملکرد ایمنی در برابر آتش بسیار بهتر از الوارهای کامپوزیت پلی‌تیلین چوب مرکب عمل کردند.  الوارهای پلاستیکی نیز در دمای بالا به آسانی تغییر شکل می دهند. برنامه ریزی برای رویداد آتش سوزی باید این مورد را در نظر بگیرد.

## استانداردها
ASTM روش‌های تست استانداردی برای اندازه‌گیری خواص الوار پلاستیکی دارد:
- D 1929، روش تست استاندارد برای تعیین دمای اشتعال پلاستیک ها، برای رسیدگی به معیارهای پذیرش ایمنی آتش سوزی کد ساختمان.
- D 6108، روش تست استاندارد برای خواص فشاری چوب پلاستیکی و اشکال.
- D 6109، روش تست استاندارد برای خواص خمشی الوار پلاستیکی تقویت نشده و تقویت نشده.
- D 6111، روش تست استاندارد برای چگالی ظاهری و وزن مخصوص الوارهای پلاستیکی و اشکال بر اساس جابجایی.
- D 6112، روش‌های تست استاندارد برای خزش فشاری و خمشی و خزش-پارگی چوب‌های پلاستیکی و اشکال.
- D 6117، روش‌های تست استاندارد برای اتصال دهنده‌های مکانیکی در چوب‌های پلاستیکی و اشکال.
- D 6341، روش تست استاندارد برای تعیین ضریب خطی انبساط حرارتی چوب پلاستیک و اشکال چوب پلاستیک بین 30- و 140 درجه فارنهایت (34.4- و 60 درجه سانتیگراد)؛
- D 6435، روش تست استاندارد برای خواص برشی چوب پلاستیک و اشکال چوب پلاستیک. و
- E 108، تست آتش پوشش های سقف، برای تست عملکرد ایمنی در برابر

## کاربردها
الوار پلاستیک در موارد زیر استفاده می شود:

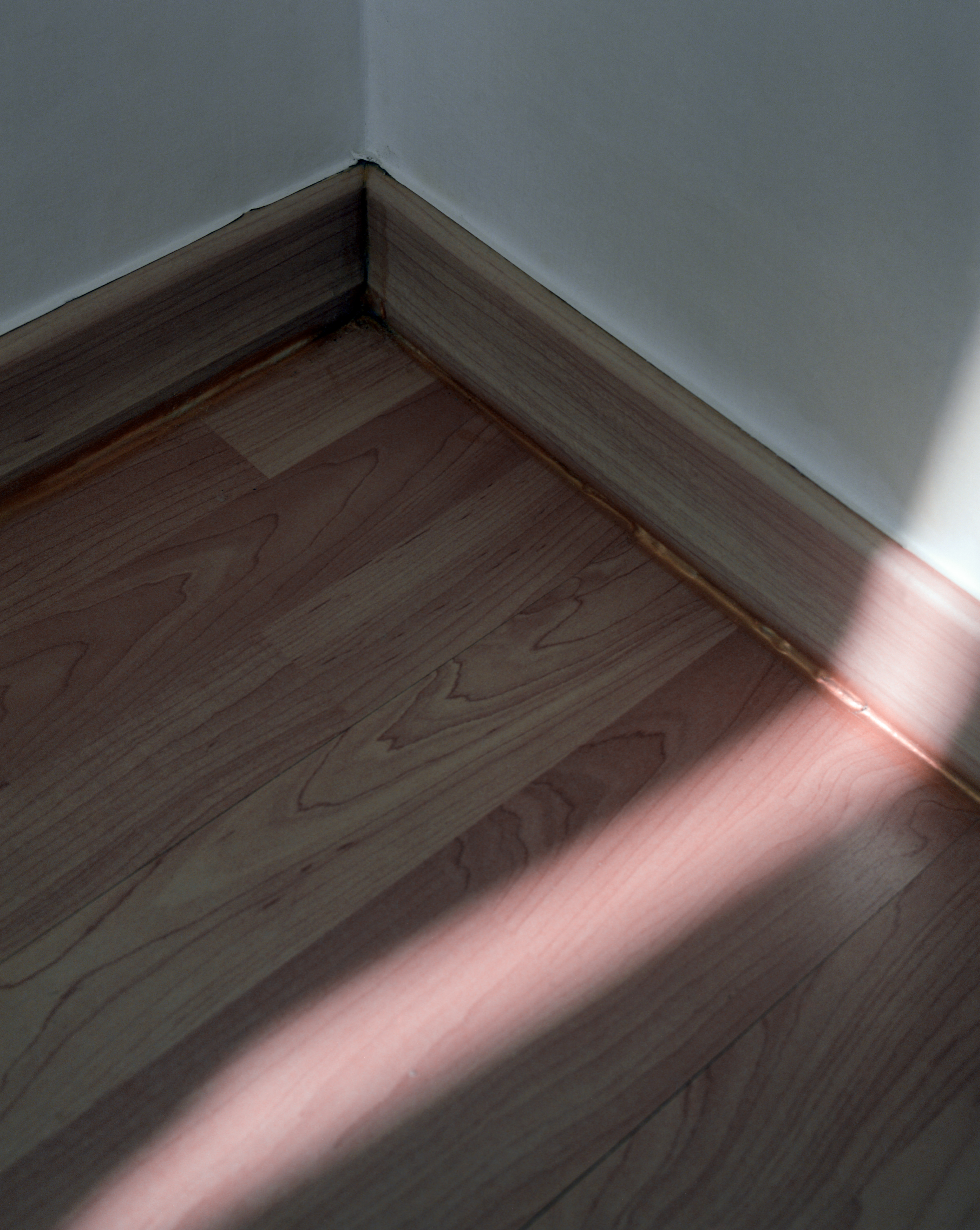
بیشتر الوارهای پلاستیکی در عرشه ها به عنوان کفپوش استفاده می شود.

- طبقات عرشه
- نرده
- نرده ها
- الوارهای محوطه سازی
- روکش و سایدینگ
- نیمکت های پارک
- قالب گیری و اصلاح
- چهارچوب پنجره و در
- گهواره صنعتی
- مبلمان باغچه داخلی و خارجی
- دیوارهای دریایی و شمع بندی